# Наградени с орден „Стара планина“ (Румен Радев, първи мандат)
Това е списък на наградените с орден „Стара планина“ през първия мандат на президента Румен Радев, между 22 януари 2017 г. и 22 януари 2022 г.
| Дата на указа    | Носител                                                                                       | Вид               | Заслуги |
| ---------------- | --------------------------------------------------------------------------------------------- | ----------------- | --- |
| 11 април 2017    | Мария Гигова, гимнастичка                                                                     | I степен          | „ за развитието на спорта“ |
| 10 май 2017      | Камило Дзуколи, посланик на Малтийския орден                                                  | I степен          | „за укрепването и развитието на отношенията на приятелство и сътрудничество“ |
| 11 юли 2017      | Томас ван Орсхот, посланик на Нидерландия                                                     | I степен          | „за укрепването и развитието на двустранните отношения“ |
| 20 юли 2017      | Детлеф Лингеман, посланик на Германия                                                         | I степен          | „за укрепването и развитието на двустранните отношения“ |
| 28 август 2017   | Мариан Якубоци, посланик на Словакия                                                          | I степен          | „за укрепването и развитието на отношенията на приятелство и сътрудничество“ |
| 8 декември 2017  | Крум Кацаров, лекар                                                                           | II степен         | „в областта на военномедицинското дело“ |
| 7 февруари 2018  | Петър Червеняков, хирург                                                                      | I степен          | „за медицинската наука и практика... и за съществените му постижения в областта на гръдната и сърдечно-съдовата хирургия“ |
| 8 май 2018       | Шин Бу-нам, посланик на Южна Корея                                                            | I степен          | „за развитието на двустранните отношения“ |
| 30 май 2018      | Адела Пеева, документалистка                                                                  | I степен          | „в областта на културата и изкуството“ |
| 30 май 2018      | Михаел Бар-Зоар, израелски историк                                                            | I степен          | „за развитието на двустранните отношения... и за популяризирането на спасяването на българските евреи по време на Втората световна война“ |
| 15 юни 2018      | Роналд Лаудер, президент на Световния еврейски конгрес                                        | I степен          | „за развитието и укрепването на приятелските отношения и сътрудничеството между световната еврейска общност, представлявана от Световния еврейски конгрес, и държавните институции, еврейската общност и гражданското общество в Република България, както и за значителен принос за развитието на образованието у нас“ |
| 25 юни 2018      | Панде Ефтимов, общественик от Северна Македония (посмъртно)                                   | II степен         | „за популяризирането на българската история през периода на войните за национално обединение и за съхраняване на българщината в Република Македония“ |
| 21 август 2018   | Роланд Хаузер, посланик на Австрия                                                            | I степен          | „за укрепването и развитието на двустранните отношения“ |
| 27 август 2018   | Кшищоф Краевски, посланик на Полша                                                            | I степен          | „за задълбочаването и развитието на българо-полските отношения“ |
| 8 октомври 2018  | Веселин Николов, джаз музикант                                                                | I степен          | „в областта на културата и изкуството“ |
| 12 декември 2018 | Михаил Белчев, поп музикант                                                                   | I степен          | „в областта на културата и изкуството“ |
| 29 януари 2019   | Марсело Ребело де Соуза, президент на Португалия                                              | с лента           | „за развитието на двустранните отношения... и за развитието на международното сътрудничество“ |
| 7 март 2019      | Владимир Зарев, писател                                                                       | I степен          | „в областта на културата и изкуството“ |
| 28 май 2019      | Васил Михайлов, актьор                                                                        | I степен          | „в областта на културата и изкуството“ |
| 28 май 2019      | Ириней Константинов, актьор                                                                   | I степен          | „в областта на културата и изкуството“ |
| 28 май 2019      | Христо Меранзов, спортен деятел                                                               | I степен          | „в областта на физическото възпитание и спорта“ |
| 28 май 2019      | Дончо Папазов, мореплавател и общественик                                                     | I степен          | „в областта на спорта, науката и журналистиката“ |
| 4 юни 2019       | Ерик Рубин, посланик на Съединените американски щати                                          | I степен          | „за развитието на българо-американските отношения“ |
| 11 юни 2019      | Херберт Салбер, посланик на Германия                                                          | I степен          | „за укрепването и развитието на българо-германските отношения“ |
| 26 юни 2019      | Цоло Вутов, бизнесмен                                                                         | I степен          | „към икономическото развитие на страната и изграждане на съвременните индустриални отношения“ |
| 15 юли 2019      | Атанас Голомеев, баскетболист                                                                 | I степен          | „в областта на спорта“ |
| 29 юли 2019      | Григориос Василокостандакис, посланик на Гърция                                               | I степен          | „за развитието на българо-гръцките отношения и сътрудничество“ |
| 15 октомври 2019 | Акико Игая, генерален директор на Японо-българската асоциация и на Японо-българската фондация | II степен         | „за укрепването и развитието на отношенията на приятелство и сътрудничество с Япония“ |
| 5 ноември 2019   | Кирил Маричков, рок музикант                                                                  | I степен          | „в областта на културата и изкуството“ |
| 6 ноември 2019   | Амвросий Зографски, игумен на Зографския манастир                                             | I степен          | „за укрепване на православното духовенство на Света гора и задълбочаване на българо-гръцките отношения“ |
| 5 декември 2019  | Джакомо Дала Торе дел Темпио ди Сангуинето, велик магистър на Малтийския орден                | с лента           | „за развитието на международното сътрудничество, укрепването на сигурността и мира между народите, както и за защита на правата и свободите на човека“ |
| 9 март 2020      | Андрей Боцев, генерал (посмъртно)                                                             | I степен с мечове | „за цялостната му дейност по развитието и укрепването на Българската армия и приноса му за националната сигурност“ |
| 10 април 2020    | Масато Ватанабе, посланик на Япония                                                           | I степен          | „за развитието на двустранните отношения“ |
| 2 октомври 2020  | Никола Владов, хирург                                                                         | I степен с мечове | „за развитието на медицинската наука и за цялостен принос в областта на военномедицинското дело“ |
| 16 ноември 2020  | Иван Ничев, кинорежисьор                                                                      | I степен          | „в областта на културата и изкуството“ |
| 30 декември 2020 | Георги Тодоров, хирург                                                                        | I степен          | „за развитието на медицинското образование, наука и практика“ |
| 18 януари 2021   | Ангел Димитров, историк и дипломат                                                            | I степен          | „за развитието на отношенията... с държави от Западните Балкани и приноса му за защитата на българските национални интереси“ |
| 2 февруари 2021  | Ивайло Знеполски, културолог                                                                  | I степен          | „в областта на културата и хуманитарните науки“ |
| 27 април 2021    | Хикмет Мехмедов, хореограф                                                                    | I степен          | „в областта на културата и изкуството“ |
| 13 юли 2021      | Богдан Николов, мотоциклетен състезател                                                       | I степен          | „в областта на спорта“ |
| 4 август 2021    | Хари Зеслер, израелски общественик                                                            | I степен          | „за двустранните отношения“ |
| 4 август 2021    | Самуил Бениямин Ардити, израелски общественик                                                 | I степен          | „за двустранните отношения между Република България и Държавата Израел“ |
| 9 август 2021    | Цочо Бояджиев, философ                                                                        | I степен          | „в областта на науката и културата“ |
| 22 ноември 2021  | Борислав Иванов, диригент                                                                     | I степен          | „за развитието на културата и изкуството“ |
| 14 декември 2021 | Красимир Дачев, бизнесмен                                                                     | I степен          | „към икономическото развитие на страната“ |